# شبرا النونة
قرية شبرا النونة هي إحدى القرى التابعة لمركز إيتاي البارود في محافظة البحيرة في جمهورية مصر العربية. حسب إحصاءات سنة 2006، بلغ إجمالي السكان في شبرا النونة 7028 نسمة، منهم 3617 رجل و3411 امرأة.

## التاريخ
قرية شبرا النونة من القرى القديمة، واسمها الأصلي وقت الفتح الإسلامي لمصر تجفرونه (بالإنجليزية: Tijephrone)‏، وقد وردت باسم شبرا نونة في أعمال حوف رمسيس ضمن قرى الروك الصلاحي التي أحصاها ابن مماتي في كتاب قوانين الدواوين، كما وردت باسم شبرى نونة في أعمال البحيرة ضمن قرى الروك الناصري التي أحصاها ابن الجيعان في كتاب «التحفة السنية بأسماء البلاد المصرية». وفي العصر العثماني كان اسمها في تربيع سنة 933هـ/1527م الذي أجراه الوالي العثماني سليمان باشا الخادم في عصر السلطان العثماني سليمان القانوني شبرى نونة ضمن قرى ولاية البحيرة، وفي تاريخ 1228هـ/1813م الذي عدّ قرى مصر بعد المسح الذي قام به محمد علي باشا باسم شبرا النونة ضمن قرى مديرية البحيرة.